# 张应辉
张应辉（1973年—），计算机应用专业博士，教授，成都东软学院党委书记、校长。

## 人物简介
1973年出生于湖北省宜昌市，汉族。

### 教育背景
1998年毕业于东北大学计算机科学与工程系计算机应用专业，获工学博士学位。师从东北大学副校长，东软集团CEO刘积仁教授。

### 工作履历
1997年到2002年，任职于东软集团；
2002年至今，担任成都东软学院党委书记、院长。

## 个人荣誉
2007年荣获“全国优秀教育工作者”荣誉称号